# Matthäus Gaspelmayer
Matthäus Gaspelmayer (* 11. Jänner 1872 in Kematen an der Krems, Oberösterreich; † 17. Juni 1945 in Grünburg, Oberösterreich) war ein österreichischer Bauer und Politiker.
Nach seiner Einheirat ins „Ebnergut“ in Untergrünburg übersiedelte er dorthin und war als Landwirt und Obmann der Bezirksgenossenschaft der Landwirte tätig. Er wurde auch zum Bürgermeister von Grünburg gewählt. 1918 entsandte ihn die Christlichsoziale Partei in die Provisorischen Landesversammlung, der er bis 1919 angehörte.